# Parmenides Foundation
Die Parmenides Foundation ist eine mit der Ludwig-Maximilians-Universität München kooperierende Institution für Forschung, Lehre und Entwicklung. 
Ihr Ziel ist, die multidisziplinäre Erforschung menschlichen Denkens voranzutreiben. Benannt ist sie nach dem griechischen Philosophen Parmenides von Elea. Sie wurde im Jahr 2000 von dem Philosophen Albrecht von Müller gegründet. Ihr Sitz in der Villa Habsburg in Pöcking.
An der Universität München bietet die Stiftung eine Reihe von Lehrveranstaltungen zum Thema Denken an. Im Forschungsbereich wird eng mit Wissenschaftlern von den Instituten für medizinische Psychologie, Entwicklungspsychologie und Philosophie der Universität München zusammengearbeitet.
Zur Stiftung gehört das Forschungsinstitut Parmenides Center for the Study of Thinking. Zweck der Stiftung ist die interdisziplinäre Erforschung der Fähigkeit komplexen Denkens in Zusammenarbeit führender Wissenschaftler aus Neurowissenschaften und Philosophie, Neuroinformatik und Kognitionspsychologie, Linguistik und evolutionärer Anthropologie.
Zusätzlich vertreibt die Parmenides Foundation die Problemlösungs-Software EIDOS Suite, früher Think Tools Suite von Think Tools AG.